# Сењо (Тренто)
Сењо је насеље у Италији у округу Тренто, региону Трентино-Јужни Тирол.
Према процени из 2011. у насељу је живело 651 становника. Насеље се налази на надморској висини од 527 м.